# Jane Harman
Jane Margaret Lakes Harman, née le 28 juin 1945 à New York, est une femme politique américaine membre du Parti démocrate, ancienne représentante à la Chambre fédérale pour le 36e district de Californie.
Élue à la Chambre des représentants de 1993 à 1999, puis de 2001 à 2011, elle démissionne à cette date pour le poste de présidente du Woodrow Wilson International Center for Scholars.